# Хейман, Дэвид
Дэвид Джонатан Хейман (англ. David Jonathan Heyman, род. 26 июля 1961 года) — британский кинопродюсер, основатель кинокомпании Heyday Films. Приобрёл права на экранизацию Гарри Поттера в 1999 году и выступил в роли продюсера всех восьми фильмов серии.

## Биография
Хейман родился в Лондоне. В школу пошёл уже будучи в США, получил степень по истории искусств в Гарвардском университете в 1983 году. Его отец — Джон Хейман был продюсером таких фильмов как: «Посредник» и «Иисус», мать — Норма Хейман, продюсер фильмов «Опасные связи» и «Миссис Хендерсон представляет».
В детстве Хейман попробовал себя в качестве актёра в фильме «Блумфилд». Режиссёром, сценаристом и исполнителем главной роли в этом фильме был актёр Ричард Харрис. Впоследствии Харрис играл роль Дамблдора в первых двух фильмах про Гарри Поттера, спродюсированных Хейманом.
Началом серьёзной карьеры Хеймана в киноиндустрии стала работа ассистентом продюсера Дэвида Лина в работе над «Поездкой в Индию», и в 1986 году Хейман становится художественным руководителем «Уорнер Бразерс». В конце восьмидесятых становится вице-президентом киностудии Юнайтед Артистс и, в конце концов, приступает к самостоятельному производству фильмов, дебютировав с фильмом «Авторитет» в 1992 году. В 1994 году выпускает фильм «Обкуренная молодёжь».
В 1997 году Хейман возвращается в Лондон и решает сконцентрироваться на экранизации книг. Он основал собственную кинокомпанию «Хейдей Филмс» и с тех пор выпустил множество заслуживающих внимания картин, таких как серия фильмов о Гарри Поттере. На официальном DVD третьего фильма о Гарри Поттере сыграл роль одного из волшебников, увековеченных на «живых» портретах.
В 2005 году Хейман стал исполнительным продюсером телесериала "Предел", вышедшего на канале CBS. Приложил руку к созданию вышедшего в 2007 году блокбастера «Я — легенда», с Уиллом Смитом в главной роли, драме «Мальчик в полосатой пижаме» (2008 год) и фильму с Джимом Керри, известному в российском прокате как Всегда говори «Да». Так же выпустил фильм «Есть здесь кто-нибудь?», драму с Майклом Кейном в главной роли. Продолжает работу с коллегами по «Гарри Поттеру» Альфонсо Куароном и Дэвидом Йейтсом над рядом совместных проектов.

## Награды
- Получил в 2011 году награду BAFTA Британской академии кино за «Выдающийся вклад в развитие британского кинематографа» (за работу над «Гарри Поттером»).
- Номинирован на премию «Сатурн» Академии научной фантастики, фэнтези и ужасов в 2011 году за работу над седьмым фильмом саги о Гарри Поттере (реж. Дэвид Йейтс).
- Получил награду «Лучший продюсер десятилетия» на международной кинематографической выставке «CineEurope» в 2011 году.
- Включен в зал славы киновыставки «CinemaCon» в 2011 году.
- Получил награду британской академии кино — BAFTA в номинации «Фильм десятилетия по мнению детей» за третий фильм о Гарри Поттере (реж. Альфонсо Куарон).
- Получил «особое признание» на национальном британском кинофестивале ITV.
- Получил награду в номинации «лучший фильм для всей семьи» за «Гарри Поттер и Принц-полукровка» (реж. Дэвид Йейтс).
- Номинирован академией научной фантастики, фэнтези и ужасов на премию «Сатурн» за «лучший фэнтези-фильм 2010 года» за работу над «Гарри Поттер и Принц-полукровка» (реж. Дэвид Йейтс).
- Номинирован на премию BAFTA британской киноакадемии в категории «лучший художественный фильм по мнению детей» за «Гарри Поттер и Принц-полукровка» (реж. Дэвид Йейтс).
- Номинирован академией научной фантастики, фэнтези и ужасов на премию «Сатурн» за «лучший фэнтези-фильм 2008 года» за работу над фильмом «Гарри Поттер и Орден Феникса» (реж. Дэвид Йейтс).
- Получил награду национального британского кинофестиваля ITV в номинации «лучший семейный фильм» в 2007 году за кинокартину «Гарри Поттер и Орден Феникса» (реж. Дэвид Йейтс).
- Номинирован в 2005 году на премию имени Сэра Александра Корда за лучший британский фильм «Гарри Поттер и узник Азкабана» (реж. Альфонсо Куарон).
- Получил награду британской киноакадемии BAFTA в номинации «лучший художественный фильм — выбор детей» в 2004 году за работу над картиной «Гарри Поттер и узник Азкабана» (реж. Альфонсо Куарон).
- Номинирован на награду британской киноакадемии BAFTA в номинации «лучший художественный фильм — выбор детей» в 2004 году за фильм «Гарри Поттер и тайная комната» (реж.Крис Коламбус).
- Получил в 2003 году награду в номинации «продюсер года» на кинематографической выставке «ШоуВэст», став первым британским продюсером, удостоенным этой награды.
- Номинирован на премию имени Сэра Александра Корда за лучший британский фильм в 2002 году за работу над фильмом «Гарри Поттер и философский камень» (реж.Крис Коламбус).
- Номинирован на награду британской киноакадемии BAFTA в номинации «лучший художественный фильм — выбор детей» в 2002 году за фильм «Гарри Поттер и философский камень» (реж.Крис Коламбус).

## Фильмография
| Кинокартина                            | Год  | Деятельность            |
| -------------------------------------- | ---- | ----------------------- |
| Авторитет                              | 1992 | продюсер                |
| Слепое правосудие                      | 1994 | продюсер                |
| Обкуренная молодёжь                    | 1994 | продюсер                |
| Людоед                                 | 1999 | продюсер                |
| Гарри Поттер и философский камень      | 2001 | продюсер                |
| Гарри Поттер и Тайная комната          | 2002 | продюсер                |
| Гарри Поттер и узник Азкабана          | 2004 | продюсер                |
| Гарри Поттер и Кубок огня              | 2005 | продюсер                |
| Гарри Поттер и Орден Феникса           | 2007 | продюсер                |
| Я — легенда                            | 2007 | продюсер                |
| Мальчик в полосатой пижаме             | 2008 | продюсер                |
| Есть здесь кто-нибудь?                 | 2008 | продюсер                |
| Всегда говори «Да»                     | 2008 | продюсер                |
| Гарри Поттер и Принц-полукровка        | 2009 | продюсер                |
| Исполин                                | 2010 | исполнительный продюсер |
| Гарри Поттер и Дары Смерти: часть 1    | 2010 | продюсер                |
| Гарри Поттер и Дары Смерти: часть 2    | 2011 | продюсер                |
| Сэн-Назер                              | 2012 | продюсер                |
| История любви                          | 2012 | продюсер                |
| Гравитация                             | 2013 | продюсер                |
| Медвежонок Паддинтон                   | 2014 | продюсер                |
| Фантастические твари и где они обитают | 2016 | продюсер                |
| Приключения Паддингтона 2              | 2017 | продюсер                |
| Фантастические твари 2                 | 2018 | продюсер                |
| Однажды в Голливуде                    | 2019 | продюсер                |
| Вилли Вонка                            | 2023 | продюсер                |